# Caserne d'infanterie du Fort Moselle
La caserne d’infanterie du Fort-Moselle est une caserne d’artillerie située au fort Moselle à Metz. Construite au XVIIIe siècle, dans l'actuelle rue Georges Aimé, elle est aujourd'hui désaffectée.

## Contexte historique
Louis XIV reconnait l’importance militaire de la ville et y envoie l’ingénieur Vauban pour examiner les fortifications. Ce dernier visite la place en 1675 et écrit : « Les autres places du royaume couvrent la province, Metz couvre l’État ». Ses plans furent en partie suivis en 1676, puis repris par son élève Louis de Cormontaigne, maréchal de camp et directeur des places fortes, entre 1728 et 1749.

## Construction et aménagements
La caserne d’artillerie du Fort Moselle est construite entre 1732 et 1734 dans le périmètre du fort Moselle, à proximité de la place du Fort, dite place de France depuis 1816. À l’époque, elle est destinée à loger un régiment du Corps-royal de l’artillerie. Les officiers sont logés dans des pavillons séparés. La caserne d’artillerie a été bâtie sur les caisses royales, le roi est en outre chargé de son entretien.

## Affectations successives

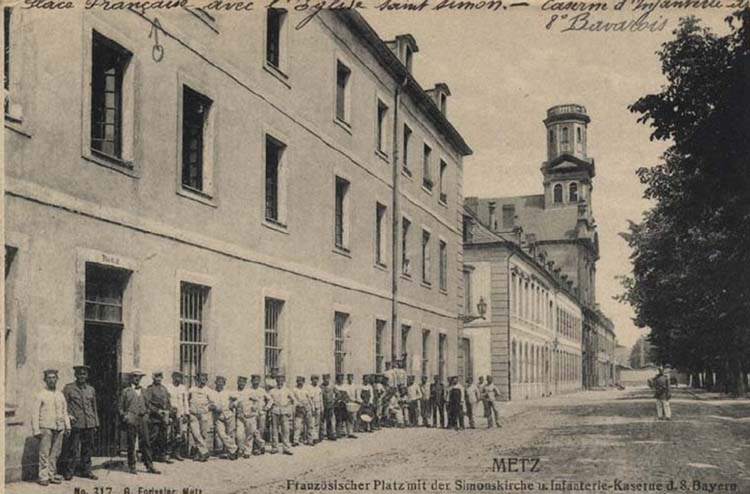
Infanterie Kaserne d. 8. Bayern

Les bâtiments servent de lieu de casernement jusqu’au XXe siècle. Rebaptisée Infanterie Kaserne après l'annexion de 1871, elle est utilisée par l’armée impériale allemande de 1871 à 1919. Elle est alors aussi désignée Voigt-Rhetz Infanterie kaserne, du nom de la place Voigt-Rhetz - place Cormontaigne - pour la distinguer de la Caserne de cavalerie du Fort Moselle utilisée aussi à l'époque comme une caserne d'infanterie. La 8e brigade d'infanterie royale bavaroise de la 4e division d'infanterie bavaroise y prend ses quartiers avant 1918. La caserne est reprise par la France après le Traité de Versailles. De 1936 à 1939, la caserne est occupée par le 13e régiment de tirailleurs algériens. La caserne est de nouveau occupée par l’armée allemande de 1940 à 1944. En 1946, le conseil municipal approuve le principe de cession de différents bâtiments par l’armée à la Ville de Metz. Parmi ces bâtiments, figurent la caserne de cavalerie, la caserne d’infanterie et l’hôpital militaire du fort Moselle, les casernes Chambière, Féraudy et Krien, la prison militaire, et la chapelle Saint-Pierre-aux-Nonnains. Les bâtiments sont aujourd’hui désaffectés.